# Microsporum
Microsporum ist eine Gattung von Fadenpilzen (Hyphomycetes), die zu den Fungi imperfecti gehören. Bedeutung haben sie als Erreger von Mikrosporien. Dies sind Dermatophytosen, also Pilzerkrankungen der Haut.

## Merkmale
Die Makrokonidien sind dünn- bis dickwandig, ei- bis spindelförmig, rau und durch bis zu 15 Septen in viele Kammern unterteilt. Sie sitzen den Hyphen einzeln auf. Mikrokonidien sind stets vorhanden.

## Arten
- Microsporum amazonicum
- Microsporum audouinii
- Microsporum boullardii
- Microsporum canis
- Microsporum cookei
- Microsporum distortum
- Microsporum duboisii
- Microsporum equinum
- Microsporum ferrugineum
- Microsporum fulvum
- Microsporum gallinae
- Microsporum gypseum
- Microsporum langeronii
- Microsporum nanum
- Microsporum persicolor
- Microsporum praecox
- Microsporum ripariae
- Microsporum rivalieri